# Iris Chang
Iris Shun-Ru Chang (chinês tradicional: 張純如; chinês simplificado: 张纯如; pinyin: Zhāng Chúnrú; 28 de Março de 1968 – 9 de Novembro de 2004), jornalista estadunidense de ascendência chinesa, conhecida pelo livro que escreveu sobre o Massacre de Nanquim.

## Biografia
Filha de pais chineses que emigraram de Taiwan para os EUA, Iris Chang nasceu em Princeton (New Jersey), mudando-se para Illinois, onde graduou-se em Jornalismo pela  University of Illinois at Urbana-Champaign, em 1989. Após obter o Mestrado em Letras, pela  Johns Hopkins University, dedicou-se à carreira de escritora.
Seu livro mais importante, O Estupro de Nanquim (The Rape of Nanking), publicado em 1997, tornou conhecidas as atrocidades praticadas pelo Exército Imperial Japonês, durante a Guerra Sino-Japonesa, e que, por injunções de ordem política, mantinham-se, até então, na obscuridade.
A obra originou o Documentário "The Rape of Nanking”, produzido em 2007, por Anne Pick e William Spahic.
Sofrendo de crises de depressão que, segundo seu marido, Brett Douglas, pioraram após as pesquisas sobre o massacre, Iris Chang suicidou-se com um tiro, em San Jose (Califórnia).